# Swetlana Baburyna
Swetlana Baburyna (ukrainisch Светлана Бабурина, auch Svitlana Baburina transkribiert; * 18. März 1985 in Illitschiwsk, Ukrainische SSR) ist eine ukrainische Beachvolleyballspielerin.

## Karriere
Baburyna bildete 2003 ein Duo mit Halyna Oschejko, das bei der Europameisterschaft in Alanya als Gruppenzweiter ins Achtelfinale kam und dort den Schweizerinnen Kuhn/Schnyder-Benoit unterlag. Im folgenden Jahr schieden die Ukrainerinnen in der Vorrunde der EM in Timmendorfer Strand aus. 2005 gelangen ihnen einige vordere Plätze bei Satellite-Turnieren. Bei der EM in Moskau verloren sie ihr zweites Spiel gegen die Russinnen Schirjajewa/Urjadowa und schieden gegen das deutsche Duo Flemig/Semmler aus. 2006 in Den Haag scheiterten sie mit zwei Tiebreak-Niederlagen an den Lettinnen Jursone/Minusa und den Deutschen Pohl/Rau. Wenig erfolgreich verliefen auch die EM-Turniere 2007 in Valencia und 2008 in Hamburg, bei denen Baburyna/Oschejko in der zweiten bzw. ersten Verliererrunde scheiterten. Kurz nach der EM 2008 erreichten sie das Finale des Grand Slams in Klagenfurt am Wörthersee. Bei der Weltmeisterschaft 2009 mussten sie sich als Gruppendritte in der ersten Hauptrunde den späteren Weltmeisterinnen Ross/Kessy aus den USA geschlagen geben.
2010 trat Baburyna beim Grand Slam in Stare Jabłonki erstmals mit ihrer neuen Partnerin Wiktorija Smetanjuk an. Das neue Duo erreichte allerdings keine vorderen Platzierungen. Von 2011 bis 2013 spielte Baburyna mit Inna Machno und von 2013 bis 2014 mit Diana Lunina. Nach einer Babypause war Baburyna 2019 und 2020 wieder mit Lunina aktiv. 2021 ist Maryna Hladun ihre Partnerin.

## Privates
Baburyna ist seit 2011 verheiratet und seit 2015 Mutter eines Sohnes.